# جوناثان هنت (سياسي نيوزلندي)
جوناثان هنت (بالإنجليزية: Jonathan Hunt)‏ هو دبلوماسي وسياسي نيوزلندي، ولد في 2 ديسمبر 1938 في لور هوت في نيوزيلندا. حزبياً، نشط في حزب العمال النيوزيلندي. وقد انتخب عضو مجلس الشورى البريطاني وانتخب رئيس المجلس النيابي النيوزيلندي ‏ (5 ديسمبر 1999 – 3 مارس 2005) وانتخب عضو مجلس النواب النيوزيلندي عن دائرة نيولين ‏ (1966 – 1996).